# هاینز ورنر
هاینز ورنر (به انگلیسی: Heinz Werner) (زادهٔ ۱۱ فوریه ۱۸۸۰، درگذشتهٔ ۱۴ می ۱۹۶۴) یک روانشناس رشد بود که در زمینه ادراک، زیبایی‌شناسی و زبان مطالعاتی داشت.